# Sable FC
Sable Football Club w skrócie Sable FC – kameruński klub piłkarski grający w trzeciej, a niegdyś w kameruńskiej pierwszej lidze, mający siedzibę w mieście Batié.

## Sukcesy
- Première Division[1]:
  - mistrzostwo (1): 1999.

- Puchar Kamerunu[2]:
  - finalista (2): 2002, 2003.

- Superpuchar Kamerunu[3]:
  - zwycięstwo (1): 1999.

## Występy w afrykańskich pucharach
| Sezon | Rozgrywki           | Runda              | Kraj                     | Klub                     | Dom | Wyjazd | Dwumecz      |
| ----- | ------------------- | ------------------ | ------------------------ | ------------------------ | --- | ------ | ------------ |
| 2000  | Liga Mistrzów       | 1                  | Gabon                    | FC 105 Libreville        | 2–1 | 1–1    | 3–1          |
| 2000  | Liga Mistrzów       | 2                  | Zimbabwe                 | Highlanders FC           | 3–0 | 0–3    | 3–3 (k. 5–3) |
| 2000  | Liga Mistrzów       | gr. A (4. miejsce) | Tunezja                  | Espérance Tunis          | 1–2 | 0–4    | 1–6          |
| 2000  | Liga Mistrzów       | gr. A (4. miejsce) | Południowa Afryka        | Mamelodi Sundowns FC     | 1–2 | 1–2    | 2–4          |
| 2000  | Liga Mistrzów       | gr. A (4. miejsce) | Wybrzeże Kości Słoniowej | Africa Sports National   | 1–1 | 0–3    | 1–4          |
| 2004  | Puchar Konfederacji | 1                  | Gabon                    | USM Libreville           | 1–1 | 2–2    | 3–3          |
| 2004  | Puchar Konfederacji | 2                  | Madagaskar               | Léopards de Transfoot    | 4–1 | 2–1    | 6–2          |
| 2004  | Puchar Konfederacji | 3                  | Południowa Afryka        | Orlando Pirates          | 3–0 | 2–4    | 5–4          |
| 2004  | Puchar Konfederacji | gr. B (3. miejsce) | Kamerun                  | Coton Sport FC de Garoua | 0–0 | 0–1    | 0–1          |
| 2004  | Puchar Konfederacji | gr. B (3. miejsce) | Południowa Afryka        | Santos FC                | 3–2 | 0–1    | 3–3          |
| 2004  | Puchar Konfederacji | gr. B (3. miejsce) | Ghana                    | Accra Hearts of Oak SC   | 2–0 | 1–5    | 3–5          |

## Stadion
Domowe mecze klub rozgrywa na stadionie o nazwie Stade de Batié w Batié. Stadion może pomieścić 5000 widzów.